# Оберталь (Саар)
Оберталь (нім. Oberthal) — громада в Німеччині, знаходиться в землі Саар. Входить до складу району Занкт-Вендель.
Площа — 23,86 км2. Населення становить 5953 ос. (станом на 31 грудня 2021).